# Dobrkovići
Dobrkovići es un pueblo ubicado en el municipio de Široki Brijeg, en el cantón de Herzegovina Occidental, Bosnia y Herzegovina.

## Superficie
Posee una superficie de 8,36 kilómetros cuadrados.

## Demografía
Hasta 2013 la población era de 563 habitantes, con una densidad de población de 67,4 habitantes por kilómetro cuadrado.